# هنري غرو
هنري غرو (بالإنجليزية: Henry Grow)‏ هو مهندس مدني ومهندس معماري أمريكي، ولد في 1 أكتوبر 1817 في بلدة مريون السفلى ‏ في الولايات المتحدة، وتوفي في 4 نوفمبر 1891.